# Червона зона (роман)
«Червона зона» — роман українського письменника Артема Чапая, опублікований 2014 року видавництвом Нора-Друк. Роман потрапив до топ-5 конкурсу Книга року Бі-Бі-Сі.

## З анотації видавництва
Головний герой роману — молодий журналіст Антон Ципердюк, який живе у світі, поділеному на багаті безпечні «зелені зони» й бідні незахищені «червоні». Випадково вчинивши злочин, Антон вимушений тікати на територію червоної зони, якої боїться й уявлення про яку має лише зі ЗМІ. Налаштований на найгірше, він саме в цьому середовищі людей, які мають репутацію лузерів, знаходить найкращих друзів і кохану.
Дія роману відбувається в Києві недалекого майбутнього, проте більшість описаних речей характерні для сучасної України. У книзі ці проблеми доведені до нового рівня: погані дороги стають дедалі гірші, будинки перетворюються на багатоповерхові слами, власники крутих електронних гаджетів стикаються з браком чистої води.

## Цікаві факти
Попри паралелі з подіями Майдану, які можна провести, книжка була написана до Майдану, і саме початок протестів затримав її видання.

## Рецензії
- Олег Коцарев. «Червона зона». У що перетворить Київ роземежувальна стіна між багатими й бідними. // Тексти.org.ua — 20.11.2014.
- Захар Попович. Червона зона — прийдешнє чи теперішнє?  // Спільне. — 15.09.2014.

## Видання
- Червона зона. — К.: Нора-Друк, 2014. — 304 с.
- Червона зона. — К.: Нора-Друк, 2015. ISBN 978-966-8659-57-7